# Hypena inapertalis
Hypena inapertalis là một loài bướm đêm trong họ Erebidae.